# Kamienica Pod Złotą Głową w Krakowie
Kamienica Pod Złotą Głową – zabytkowa kamienica znajdująca się w Krakowie, w dzielnicy I przy Rynku Głównym 13, na Starym Mieście.
W 1853 roku mieszkał w tej kamienicy generał Józef Chłopicki.
18 kwietnia 1968 kamienica została wpisana do rejestru zabytków. Znajduje się także w gminnej ewidencji zabytków.